# 金順玉
金順玉（韓語：김순옥，1971年5月25日—），韓國電視劇編劇，與林成漢及文英南為韓國在2000年代後最具代表性的三名狗血劇編劇，有「狗血劇教母」（막장 대모）的外號。
金順玉的作品多帶有劇情誇張和高潮不斷的「狗血」成份，而金順玉的大部分作品皆獲得高收視成績。當中，《妻子的誘惑》、《來了！張寶利》和《我的女兒，琴四月》更獲得超越30%的極高收視。

## 簡歷

### 早年經歷
金順玉編劇於1971年5月出生，自幼喜歡撰寫不分種類的故事，並因為看太多電視劇，被父親將膠帶貼在電視機電源插座上。她在童年時在舊書店購買世界名著童話閱讀，在小學5年級開始寫的浪漫小說在同班同學中成為了暢銷書。其後，她在1989年進入梨花女子大學就讀國語國文學科，並於1993年畢業。
在大學時期，金順玉為了成為小說家，每年都報名參加新春文藝作品，但到最終審查為止皆落選。因此，她最終決定結婚生子，過著平凡的主婦生活。其後，她在2000年時從電視上看到了選拔《MBC最佳劇場》新人編劇的廣告，因而在日常生活鬱悶下，決心挑戰電視劇編劇。當時，她撰寫的《對愛的禮儀》是在沒有基礎電視劇劇本知識，僅用2周就完成的業餘作品，但突破了3500比1的競爭率當選。 在作品當選後，她在2000年至2002年間，於《MBC最佳劇場》時段一共編寫了六部短劇。

### 早期編劇生涯
然則，金順玉在開始編劇生涯後便遇到瓶頸，因無論寫多好的劇本，必須有導演選擇劇本才能將劇本製作成電視劇。因此，金順玉為了在激烈的電視劇競爭中生存下來，選擇編寫「狗血劇」。2004年，金順玉首部編寫的長篇劇《冰點》（改編自三浦綾子在1960年代的原著小說）因收視率只有單位數，由原定120集縮短至82集提早結束。2007年，她在編寫晨間劇《那樣也喜歡！》期間，在中間接到通知說，如果在3周內收視率不提高到15%，就會被其他著名編劇取代。因此，為了提高該劇收視率，金順玉加入「身世秘密」等「狗血劇」的要素，加快劇情發展速度。 雖然在內容方面受到了很多批評，但是在三周內創造了每天收視率上升1%的奇蹟。
2008年，金順玉在有「收視率墳墓」之稱的SBS日日連續劇時段推出《妻子的誘惑》，該劇成功以刺激的素材，以及極端化主角所身處的情況獲廣泛關注。結果，該劇以10%收視率的成績開始，逐漸超越20%及30%的水平，最終達到40%的極高收視率。翌年，她編寫了與《妻子的誘惑》相似的中篇劇《天使的誘惑》。該劇的角色編排與前作相似，並帶有其特有的快速劇情展開速度，獲得了約20%的收視成績。
2010年代初期，金順玉連續兩部作品《微笑，媽媽》及《五指》皆為失敗的作品，她曾憶述曾經搶著邀約她簽約的製作公司，在該時期皆與她斷絕聯絡。2013年，當時播出至中段的SBS日日連續劇《家族的誕生》，原有的編劇金英仁因健康惡化而無法繼續寫作，金順玉因與她相熟而接替她繼續編寫作品，但收視率卻在末段由10%的水平下滑至6%。

### 近期編劇生涯
金順玉自2014年起，迎來第二次電視劇作的全盛期。同年，她在MBC週末連續劇時段的作品《來了！張寶利》，成功由開播的10%收視率上升至末段的37%。同時，她亦創造了獲「國民惡女」稱號的惡角延敏靜（李幼梨飾），該角色曾作出詐騙、恐嚇、誘拐、盜竊及殺人未遂等的罪行，而李幼梨更憑角色獲得MBC演技大獎中的大獎。
其後，金順玉於2010年代後期的作品皆獲得話題性及收視率的成功，包括《我的女兒，琴四月》（2015年）、《姐姐風采依舊》（2017年）、《皇后的品格》（2018年）及《Penthouse》（2020年）。

### 作品特色
文化評論家鄭德賢歸納，其作品特色主要有四大特色，分別為頻繁出現殺人場面；角色根據自己的感情隨意作出惡行，無視現實規範；人只分為善和惡，通常為復仇的角色製造殘酷狀況以激起角色的復仇動機；以及解開秘密的方式過於簡單和幼稚。而金順玉亦鮮少干涉演員的演技風格，她雖然在作品初期會雕琢角色設定，但從中期開始就會讓演員按照自己的演繹方式詮釋角色，並不要求演員嚴格遵守劇本台詞。
另外，自《那樣也喜歡！》開始，所有金順玉編寫的電視劇，劇名皆保持五個韓文字的習慣（除了《姐姐風采依舊》為七個字外）。

## 作品

### 電視劇
| 年份   | 電視台  | 檔期           | 作品                     | 單集最高收視率 （AGB尼爾森） | 備註         |
| ------ | ------- | -------------- | ------------------------ | ---------------------------- | ------------ |
| 2000年 | MBC     | 最佳劇場       | 《對愛的禮儀》           |                              |              |
| 2000年 | MBC     | 最佳劇場       | 《父親的秋天》           |                              |              |
| 2001年 | MBC     | 最佳劇場       | 《大海盡頭的魚》         |                              |              |
| 2002年 | MBC     | 最佳劇場       | 《直到冬天過去為止》     |                              |              |
| 2002年 | MBC     | 最佳劇場       | 《在天堂烤的鯽魚餅》     |                              |              |
| 2004年 | MBC     | 小說劇場       | 《冰點》                 |                              |              |
| 2007年 | MBC     | 晨間劇         | 《那樣也喜歡！》         | 23.4%                        |              |
| 2008年 | SBS     | 日日連續劇     | 《妻子的誘惑》           | 37.5%                        |              |
| 2009年 | SBS     | 月火劇         | 《天使的誘惑》           | 22.6%                        |              |
| 2010年 | SBS     | 週末劇場       | 《微笑，媽媽》           | 17.0%                        |              |
| 2012年 | SBS     | 週末特別計劃劇 | 《五指》                 | 14.1%                        |              |
| 2013年 | SBS     | 日日連續劇     | 《家族的誕生》           | 11.7%                        | [ 註 3 ]     |
| 2014年 | MBC     | 週末電視劇     | 《來了！張寶利》         | 37.3%                        |              |
| 2015年 | MBC     | 週末特別計劃劇 | 《我的女兒，琴四月》     | 34.9%                        |              |
| 2017年 | SBS     | 特別企劃       | 《姐姐風采依舊》         | 24.0%                        |              |
| 2018年 | SBS     | 特別劇         | 《皇后的品格》           | 17.9%                        |              |
| 2020年 | SBS     | 月火劇         | 《Penthouse》            | 28.8%                        |              |
| 2021年 | SBS     | 金土劇         | 《Penthouse 2》          | 29.2%                        |              |
| 2021年 | SBS     | 金曜劇         | 《Penthouse 3》          | 19.5%                        |              |
| 2023年 | tvN     | 周末劇         | 《潘朵拉：被操縱的樂園》 | 5.707%                       | 主創         |
| 2023年 | SBS     | 金土劇         | 《7人的逃脫》            | 7.7%                         |              |
| 2024年 | SBS     | 金土劇         | 《7人的復活》            | 4.4%                         |              |
| 2025年 | SBS     | 水曜劇         | 《四季之春》             | 1.4%                         | 筆名：金敏哲 |
| 2026年 | Disney+ |                | 《新入社員姜會長》       |                              |              |

## 個人生活
金順玉的丈夫為現任首爾高等檢察廳檢察官姜吉柱（강길주），兩人育有兩子。在丈夫任職蔚山地方法院部長期間，法院外的新道路「法大路」的紀念碑文由金順玉撰寫。

## 得獎紀錄
| 年份   | 大獎                 | 獎項   | 作品                            | 結果 |
| ------ | -------------------- | ------ | ------------------------------- | ---- |
| 2014年 | MBC演技大賞          | 作家獎 | 《來了！張寶利》                | 獲獎 |
| 2021年 | 第16屆首爾國際電視節 | 作家賞 | 《Penthouse》                   | 提名 |
| 2021年 | SBS演技大獎          | 功勞獎 | 《Penthouse 2》&《Penthouse 3》 | 獲獎 |

## 外部連結
- NAVER